# Bredemeyera myrtifolia
Bredemeyera myrtifolia är en jungfrulinsväxtart som beskrevs av Alfred William Bennett. Bredemeyera myrtifolia ingår i släktet Bredemeyera och familjen jungfrulinsväxter.

## Underarter
Arten delas in i följande underarter:
- B. m. huberiana
- B. m. parvifolia